# Makeyev Rocket Design Bureau

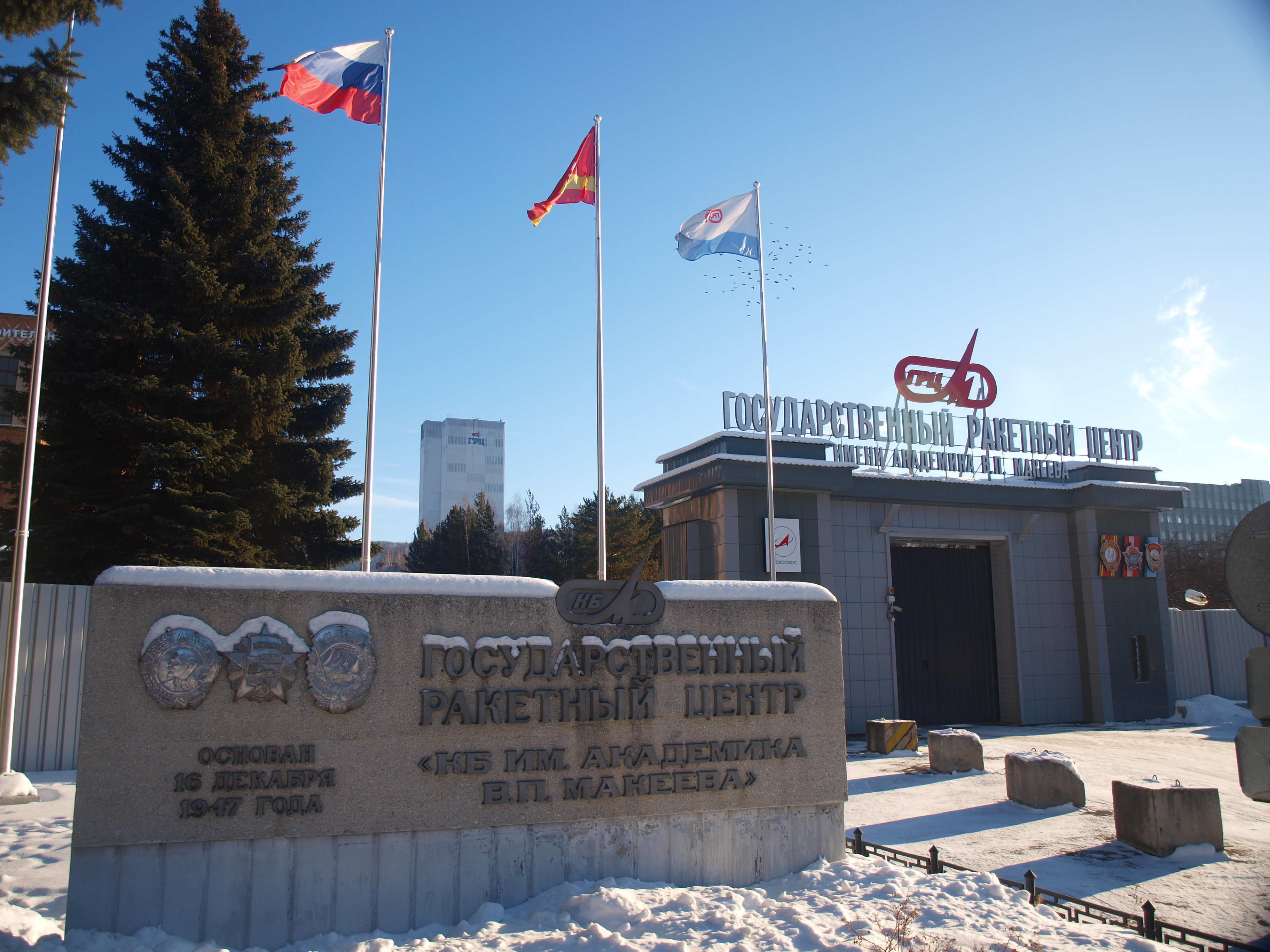
Makeyev Rocket Design Bureau

O Makeyev Design Bureau, em russo: ГРЦ Макеева, também conhecido como Makeyev OKB é uma empresa de projetos de foguetes e mísseis ICBMs russa, criada em dezembro de 1947 como SKB-385, localizada na cidade de Miass. A receita da empresa para o ano 2018 na Rússia foi de 226 milhões de euros. 

## Modelos projetados
- R-11 Zemlya
- R-13 (míssil)
- R-17 Elbrus
- R-21 (míssil)
- Shtil'
- Volna
- R-27 Zyb
- R-29 Vysota
- R-29RM Shtil
- R-29RMU Sineva
- R-29RMU2 Layner
- R-39 Rif
- RS-28 Sarmat
- CORONA
- ROSSIYANKA[6]